# Alina Orlova
Alina Orlova (in russo Алина Орлова?; Visaginas, 28 giugno 1988) è una cantautrice lituana.
Ha iniziato la sua carriera musicale a 16 anni componendo canzoni che, grazie all'aiuto di alcuni amici, registrò e diffuse via internet. I suoi brani riscossero un discreto successo in Lituania e cominciò ad esibirsi regolarmente dal vivo a Vilnius prima ancora di pubblicare un vero e proprio album. Nel 2006 venne votata come miglior artista emergente, dai lettori dalla rivista giovanile Pravda, per la sua canzone Nesvarbu.
Nell'agosto 2008 ha pubblicato il suo album d'esordio, Laukinis šuo dingo, il cui titolo è ispirato all'omonimo libro dell'autore Ruvim Frayerman.

## Discografia

### Album
- 2005 – Demo[3]
- 2008 – Laukinis šuo dingo
- 2010 – Mutabor
- 2015 – 88
- 2018 – Daybreak
- 2022 – Laumžirgiai
- 2025 – Nakties atvirukai

### Album dal vivo
- 2013 – LRT Opus Live

### Raccolte
- 2005 – Belekokie
- 2007 – Mimino

### Singoli
- 2015 – Golubi